# Молох гмизавац
Молох или бодљикава агама је мали гмизавац дугачак око 15 центиметара који личи на чудовиште из неке старе легенде. Средином врата уздиже се дугуљаста бодљикава грба, а са сваке стране по још једна мања. Глава, врат и труп су покривени неправилним плочицама од којих свака носи усправну бодљу. Са сваке стране на глави штрчи по један велики, мало уназад савијен бодљикави рог. Молох је дневна животиња. Ноћу се уопште не креће, или се креће веома ретко. Врло добро је прилагођен животу у пустињи: у рано јутро роса се кондензује на његовим бодљама и клизи му у уста. На тај начин може да живи недељама без воде. Да би се заштитио од врелих сунчевих зрака закопава се у песак. Углавном се храни мравима, и као камелеон, може да мења боју. Мада му је изглед застрашујући, то је потпуно безазлена животиња.

## Станиште
Молох углавном насељава сушне области и пустиње централне и западне Аустралије.

## Размножавање
Женка леже три до десет јаја током септембар-децембар сезоне. Полаже их у гнездо које је смештено око 30 cm испод земље. Јаја се излегну после три до четири месеца.